# Thomas Brassey, I conte Brassey
Thomas Brassey, I conte Brassey (Stafford, 11 febbraio 1836 – Mayfair, 23 febbraio 1918) è stato un politico inglese.

## Biografia
Era il figlio di Thomas Brassey, imprenditore ferroviario, e di sua moglie, Mary Harrison, figlia di Joseph Harrison. Studiò alla Rugby School e all'University College di Oxford.

## Carriera politica
È stato deputato per Devonport nel 1865. Nel 1868 è stato deputato per Hastings. Durante il governo di William Ewart Gladstone è stato Lord commissario dell'ammiragliato (1880-1884) e sottosegretario dell'ammiragliato (1884). Nel 1886 venne nominato barone Brassey.
Durante il governo di Lord Rosebery è stato Lord-in-Waiting (1893-1895). Nel 1893 la regina Vittoria lo nominò membro Royal Commission on Opium.
È stato governatore di Victoria (1895-1900). Nel 1911 venne creato visconte Hythe e conte Brassey.
Tra il 6 luglio 1876 e il 27 maggio 1877 ha circumnavigato il mondo con la sua goletta Sunbeam.

## Carriera militare
Ha tenuto il carica di vice tenente del Sussex. Raggiunse il grado di colonnello onorario al servizio della il 5º reggimento della Royal Sussex Regiment e colonnello della Home Counties Brigade.

## Massoneria
Fu iniziato in Massoneria quando era studente a Oxford. Nel 1868 divenne membro della "Abbey Lodge No. 1184" e lo rimase per 48 anni. Fu pure membro della "Derwent Lodge No. 4" e membro fondatore della "Navy Lodge No. 2612". Quando fu nominato Governatore dello Stato di Victoria fu nominato Grande secondo sorvegliante onorario. A Melbourne, divenne membro della "Clarke Lodge No. 98" e nel 1896 ne divenne Primo sorvegliante, e Maestro venerabile nel 1897. Il 4 Maggio 1896 divenne Gran Maestro della Grande Loggia dello Stato di Victoria.

## Matrimonio

### Primo Matrimonio
Sposò, il 9 ottobre 1860, Anna Allnutt, figlia di John Allnutt e Harriet Burnett. Ebbero cinque figli:
- Thomas Brassey, II conte Brassey (7 marzo 1863-12 novembre 1919);
- Lady Mabel Annie Brassey (1865-18 febbraio 1927), sposò Charles Egerton, ebbero quattro figli;
- Costanza Alberta Brassey (1868-24 gennaio 1873);
- Lady Muriel Agnes Brassey (1872-8 agosto 1930), sposò Gilbert Sackville, VIII conte De La Warr, ebbero tre figli;
- Lady Marie Adelaide Brassey (1875-30 gennaio 1960), sposò Freeman Freeman-Thomas, I marchese di Willingdon, ebbero due figli.

### Secondo Matrimonio
Sposò, il 18 settembre 1890, Lady Sybil de Vere Capell, figlia del tenente colonnello Arthur de Vere Capell, visconte Malden e Emma Meux. Ebbero una figlia:
- Lady Helen Brassey (4 settembre 1892-30 giugno 1971), sposò Sir John Murray, non ebbero figli.

## Morte
Morì il 23 febbraio 1918, all'età di 82 anni, a Park Lane, Mayfair, Londra. Fu sepolto a Catsfield, nel Sussex.